# آرتور گومز
آرتور گومز (انگلیسی: Arthur Gómez؛ زادهٔ ۱۲ فوریهٔ ۱۹۸۴) بازیکن فوتبال اهل گامبیا بود.
از باشگاه‌هایی که در آن بازی کرده است می‌توان به باشگاه فوتبال لویانگ لونگمن، باشگاه فوتبال منچستر یونایتد، و باشگاه فوتبال رویال آنتورپ اشاره کرد.
وی همچنین در تیم‌های ملی فوتبال زیر ۲۰ سال گامبیا و گامبیا بازی کرده است.